# Michail Genin

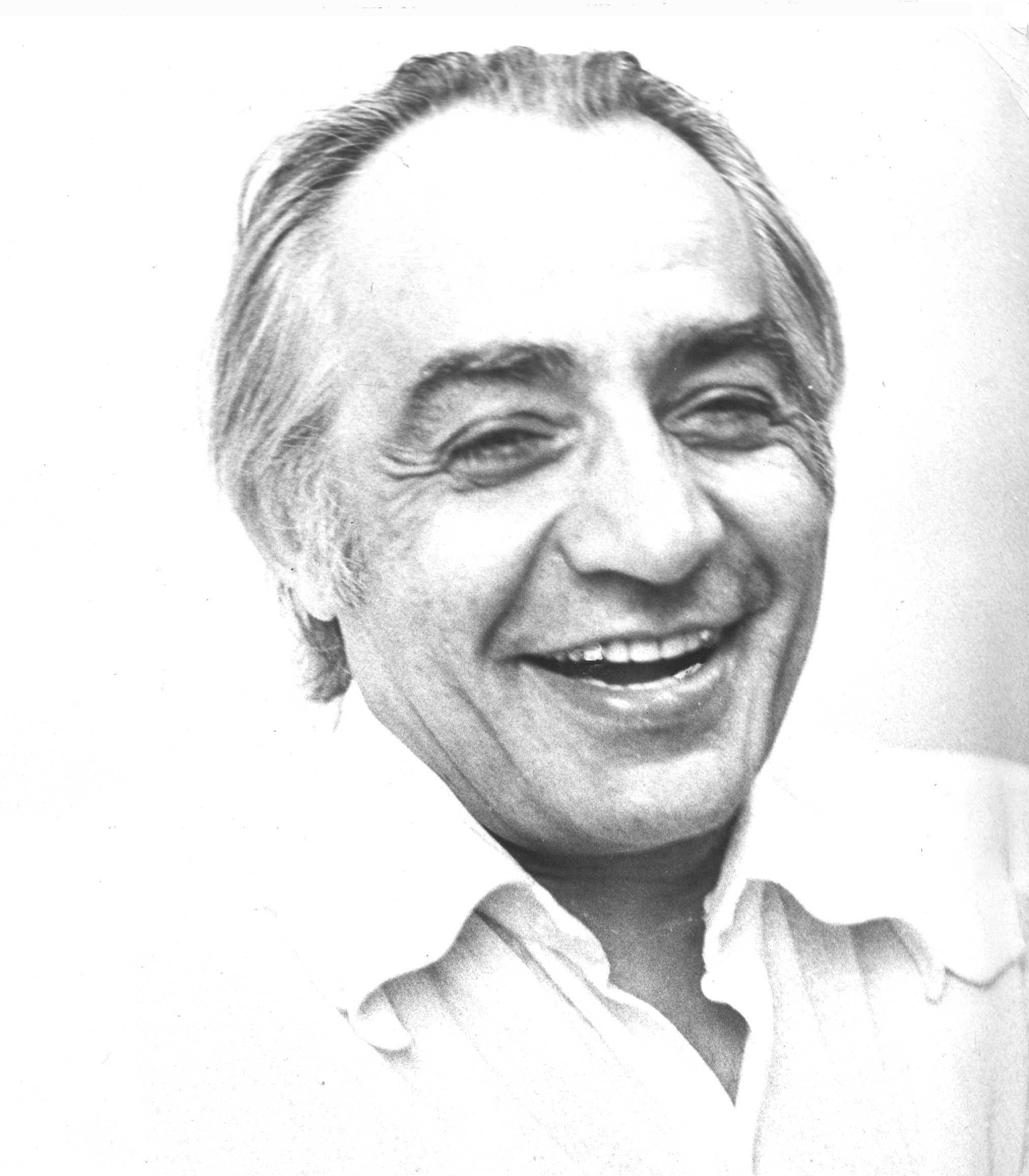
Michail Genin (1974)

Michail (Mikhail) Michailowitsch Genin (* 1927 in Moskau; † 2003) war ein sowjetischer bzw. russischer Schriftsteller, Satiriker, Humorist und Denker. Er war Preisträger des Goldenen Kalbs der Literaturnaja gaseta.

## Leben
Als Kind verwaist, wurde er auf die Moskauer Militärmusikschule geschickt. Er nahm an der Moskauer Siegesparade von 1945 auf dem Roten Platz unter den jungen Trommlern teil. Nach Kriegsende absolvierte er die Gnesin-Musikfachoberschule, wo er Schlagzeug studierte. Anschließend  studierte er an der Philosophischen Fakultät der Universität Moskau. Er kehrte jedoch zur Musik zurück und bekam eine Stelle als Schlagzeuger im Orchester des Moskauer Staatszirkus.
Er heiratete die Musikpädagogin Elena Spinel. Der Komponist, Pianist und Musikpädagoge Vladimir Genin (* 1958) ist der gemeinsame Sohn des Paares.
Ende der 1960er Jahre begann Genin, Aphorismen zu schreiben, die 1964 in der satirischen Zeitschrift Krokodil veröffentlicht wurden. Ab 1970 veröffentlichte er in Moskowskij Komsomolez und Literaturnaja gaseta, wo er einer der ständigen Autoren wurde. Er trat wiederholt in Kabarett-Fernsehsendungen auf. Seine „Zeitlosen Gedanken“ wurden ins Deutsche übersetzt und sind in Anthologien  enthalten.
Im Jahr 1976 wurde ihm das Goldene Kalb der Literaturnaja gaseta verliehen. Mikhail Genin war der Erste in der UdSSR, der auf der Bühne Aphorismen vortrug. Er gab Solokonzerte im ganzen Land. Mit Beginn der Perestroika trat er in Konzerten zusammen mit den Autoren der Zeitung Moskowski Komsomolez und der Zeitschrift Ogonjok auf.
Im Jahr 1983 wurden deutsche Übersetzungen seiner Aphorismen in verschiedenen Ausgaben veröffentlicht, darunter die Sammlung von Aphorismen sowjetischer Autoren, Samowahrheiten. 1988 erschien bei Melodija die Vinylplatte Disco of Laughter mit einem Auftritt von Michail Genin und drei Schauspielern. Die vollständigen Unevigen Gedanken wurden 1993 in Moskau als eigenständiges Buch veröffentlicht.
1995 zog Genin nach München. Er nahm am Humorina-Festival in Köln und an Konzerten in München teil.

## Postume Veröffentlichungen
Aphorismen Genins erschienen 2009 in der Anthologie Aphorismen der Weltliteratur.
2019 erschien das Buch „Gib ihm kein Wort!..“ (im Russischen). Es enthält ausgewählte Aphorismen und Miniaturen von Michail Genin, Erinnerungen an ihn und Rezensionen seiner Werke von Juri Nikulin, Wladimir Wojnowitsch, Arkadij Chait, Wladimir Kunin, Igor Irtenew. Des Weiteren seine Erinnerungen an die Kindheit während des Krieges, ein Gespräch in der Sendung von Echo Moskwy, Zeichnungen von Wagrich Bachtschanian und Fotos aus dem Familienarchiv.